# Setora
Setora is een geslacht van vlinders van de familie slakrupsvlinders (Limacodidae).

## Soorten
- S. baibarana (Matsumura, 1931)
- S. mongolica Hering, 1933
- S. neutra Swinhoe, 1890
- S. nitens Walker, 1855
- S. postornata (Hampson, 1900)
- S. suberecta Hering, 1931
- S. tamsi Hering, 1931